# Cataglyphis bicolor
Cataglyphis bicolor é uma espécie de inseto do gênero Cataglyphis, pertencente à família Formicidae.